# Connie Ballarini
Connie Ballarini, nombre artístico de Constanza Ballarini (Banfield, 12 de mayo de 1982) es una comediante, actriz y standupera argentina. Es especialmente conocida por su unipersonal de stand up en el que dialoga con el público sobre sexo y por "Las Chicas de la Culpa", espectáculo humorístico teatral que presenta junto a Natalia Carulias, Malena Guinzburg y Fernanda Metilli. Recibió el Premio Martín Fierro Digital por Mejor Comediante Unipersonal Femenino 2024.

## Carrera
Constanza Ballarini nació en Banfield el 12 de mayo de 1982. Estudio y se recibió de farmacéutica en la Universidad de Buenos Aires.
Desde 2006 comenzó a estudiar actuación, guion y especialmente stand up con Martín Pugliese y Diego Wainstein, realizando sus primeras presentaciones. En 2010 actuó y escribió, junto a Alejandra Bavera y Shira Denise, el show De acá a la China ida y vuelta!, que pusieron en escena en The Cavern Buenos Aires, en el Paseo La Plaza de Buenos Aires. El mismo año comenzó a publicar material humorístico en su cuenta de Twitter.
En 2011 fue una de las comediantes invitadas por Dalia Gutmann a actuar en el espectáculo Cosa de minas, representado en The Cavern, y en 2012 fue elegida junto a Verónica Lorca y Alejandra Bavera, para hacerse cargo del show mientras Gutmann se encontraba en licencia por maternidad.
También en 2012 fue una de las comediantes seleccionada para el Festival Ciudad Emergente, y fue contratada para hacer monólogos de stand up en el programa de televisión Bendita TV (Canal 9, 2012). En 2013 comenzó a publicar contenido humorístico en Instagram. Trabajó como actriz y guionista  en  los programas Tipos de Minas (Canal de la Ciudad, 2015) y  Revés (Vorterix, 2015). 
En 2016 presentó SaCaDa, su primer unipersonal de stand up, en Taburete Club de la Comedia. El mismo año fue convocada para realizar su rutina en el canal Comedy Central Latinoamérica
En marzo de 2018 Ballarini fue contratada por Comedy Central y Telefé para actuar en la versión femenina del programa humorístico La culpa es de Colón, La culpa es de Colón Edición Mujeres, conducido por Dalia Gutman, junto con Malena Guinzburg, Fernanda Metilli y Natalia Carulias. El programa tuvo dos temporadas y el público bautizó a las cuatro comediantes como "las chicas de la culpa". Las cuatro mujeres se hicieron amigas y desarrollaron una dinámica humorística especial que, pese al levantamiento del programa, les permitió continuar el show por streaming durante la pandemia de covid-19 y luego también en el teatro, que se volvió un éxito nacional e internacional, convocando a 75.000 espectadores el primer año, solo en Argentina.
Simultáneamente su espectáculo unipersonal de stand up fue mutando hacia un diálogo humorístico creciente y masivo con el público, especialmente la mujeres, sobre las costumbres, prácticas y anécdotas sexuales del público, alcanzando un éxito notable de público, en Argentina y la mayoría de los países hispanohablantes. La periodista María Laura Santillán cubrió el show en estos términos: 

¿Qué tiene Connie para que la gente se anime a contarle los secretos más prohibidos en sus shows delante de cientos de personas? ¿Por qué la gente prefiere desnudar su intimidad más íntima en público? Confesar infidelidades, orgías, relaciones prohibidas?... Hoy su espectáculo es un éxito en todos los teatros en que se presenta en Argentina, pero además es un éxito en otros países desde hace varios años: Chile, Uruguay, Perú, México y España
María Laura Santillán

En 2024 recibió el Premio Martín Fierro Digital como Mejor Comediante Unipersonal Femenino de ese año.. A comienzos de 2025 había alcanzado 1,3 millones de seguidores en Instagram.